# São João Batista (Santa Catarina)
São João Batista è un comune del Brasile nello Stato di Santa Catarina, parte della mesoregione della Grande Florianópolis e della microregione di Tijucas.
São João do Sul venne fondata il 19 luglio 1834, nella valle del Rio Tijucas, dal capitano João de Amorim Pereira, che vi portò un primo gruppo di immigranti, 132 coloni giunti dall'allora Regno di Sardegna, reclutati da una società di colonizzazione (sociedade particular de colonização): si tratta, infatti, della prima colonia italiana dello Stato di Santa Catarina.
La cittadina venne istituita in municipio nel luglio 1958, per separazione dal municipio di Tijucas. 

Inizialmente borgo agricolo, ha, negli anni, sviluppato una interessante produzione di calzature, con circa 150 laboratori dedicati.